# Henriettea sessilifolia
Henriettea sessilifolia är en tvåhjärtbladig växtart som först beskrevs av Carl von Linné, och fick sitt nu gällande namn av Brother Alain. Henriettea sessilifolia ingår i släktet Henriettea och familjen Melastomataceae. Inga underarter finns listade i Catalogue of Life.